# Orianajea blattinula
Orianajea blattinula är en insektsart som först beskrevs av Jacobi 1917.  Orianajea blattinula ingår i släktet Orianajea och familjen dvärgstritar. Inga underarter finns listade i Catalogue of Life.